# NGC 1339
NGC 1339 is een elliptisch sterrenstelsel in het sterrenbeeld Oven. Het hemelobject werd op 18 november 1835 ontdekt door de Britse astronoom John Herschel. NGC 1339 maakt deel uit van de kleine Fornaxcluster, die 58 sterrenstelsels bevat.

## Synoniemen
- PGC 12917
- ESO 418-4
- MCG -5-9-4
- FCC 63